# Movimento periódico
Movimento periódico é todo aquele que se repete identicamente em intervalos de tempo iguais.
O intervalo de tempo correspondente a um movimento completo é o período do movimento e o número de movimentos completos realizados em uma unidade de tempo, é a frequência.
O movimento circular e uniforme (MCU) é um movimento periódico, o mesmo vale para o movimento pendular. Por sinal, o movimento do pêndulo pode ser aproveitado para fornecer a cadência certa para um relógio. E os ponteiros de um relógio também realizam um movimento periódico. O ponteiro dos minutos por exemplo tem período de 1 hora, ou 60 minutos ou 3.600 segundos. A frequência desse ponteiro pode ser 24 rotações por dia. Já o ponteiro das horas tem frequência de 2 rotações por dia (00:00 as 11:59 = Uma volta; 12:00 as 23:59 = uma volta).
O movimento de rotação da Terra ao redor de seu próprio eixo é um movimento periódico com período de 0,99727 dia ou 23,9345 horas.